# Следопытство
Следопытство (чтение следов) — область прикладных человеческих знаний о следообразовании, которая систематизирует приёмы и методики нахождения, фиксации, изучения и извлечения информации из следов повседневной активности биологических объектов (животных и человека) в природных условиях.
Как практическая дисциплина имеет очень древнюю историю и широко применяется в криминалистике, военном деле, в охотничьем промысле, при служебно-розыскных, поисково-спасательных и других мероприятиях.
Основываясь на многовековом опыте человечества, связанном с жизнедеятельностью (охотой, выживанием, ведением боевых действий и т. п.) в условиях дикой природы, следопытство также опирается на теоретические наработки, полученные на научной базе трасологии. С точки зрения военных специалистов умение эффективно распознавать и читать следы является ценным навыком войскового разведчика в условиях малой войны и нетрадиционных боевых действий (см. например скауты Селуса), хотя некоторые из них отмечают, что в современном обществе следопытство становится постепенно исчезающим умением.